# Кумин, Вадим Валентинович
Вади́м Валенти́нович Куми́н (род. 1 января 1973; Челябинск, РСФСР, СССР) — российский государственный и политический деятель, предприниматель, банкир, энергетик и издатель.
Депутат Государственной думы по списку КПРФ (2011—2016 и с 2020 года). Является первым зампредом Комитета ГД по финансовому рынку. До избрания в Госдуму был депутатом Московской городской думы V созыва по списку КПРФ (2009—2011). С 2001 по 2004 года занимал должность генерального директора «Инженерный центр ЕЭС».
Из-за вторжения России на Украину, находится под международными санкциями Евросоюза, США, Великобритании и ряда других стран.

## Биография
Мать — врач-педиатр. Воспитывался отчимом, который был преподавателем в институте и инструктором райкома партии.
Окончил среднюю школу в Челябинске. После окончания школы поступил в Челябинский государственный университет на филологический факультет, по специальности русский язык и литература. В 1993 году зарегистрировал собственную фирму. В 1995 году окончил университет с квалификацией «филолог, преподаватель русского языка и литературы».

### Профессиональная деятельность
В 1996 году получил приглашение поработать в Министерстве по атомной энергии Российской Федерации и переехал в Москву. В Минатоме познакомился с Анатолием Дьяковым — первым президентом ОАО РАО «ЕЭС России» и первым министром топлива и энергетики России, благодаря которому Кумин возглавил в должности исполнительного директора корпорацию «Единый электроэнергетический комплекс». Её учредителями в 1994 году выступили 42 компании, из которых лишь 27 — подразделения или дочерние структуры РАО ЕЭС. Остальные 15 — это банки, страховые и экспортные компании, во многих из которых сам Дьяков и его родственники являлись руководителями или соучредителями.
Основной задачей Кумина стало возрождение научно-проектного комплекса страны. Проработал в структурах Минатома России до 1997 года. При этом с 1997 по 2000 год был сотрудником ряда коммерческих фирм. С 1998 по 2001 год работал исполнительным директором Ассоциации энергетиков, объединяющую энергетические компании России. С 2000 года — первый заместитель руководителя Департамента технического перевооружения и совершенствования энергоремонта РАО «ЕЭС России», работал под началом Анатолия Чубайса.
С 2001 по 2004 год — генеральный директор ОАО «Инженерный центр ЕЭС» (Москва). ОАО «Инженерный центр ЕЭС» было создано в 2001 году путём преобразования АООТ «Энергомонтажпроект».  В 2004 году покинул должность генерального директора, однако остался в составе совета директоров общества. В июне 2003 года вошёл в состав совета директоров ОАО «Страховая акционерная компания „Энергогарант“».
В 2004 году окончил Академию народного хозяйства при Правительстве РФ по программе «Экономика и управление на предприятии»
ВО «Технопромэкспорт»
С 2004 года — первый заместитель генерального директора ОАО "ВО «Технопромэкспорт» РАО «ЕЭС», компании, занимающейся генеральным подрядом по строительству энергетических объектов в России и за рубежом.
Также в 2004 году Кумин начал сотрудничать с КПРФ, хотя в партию не вступал.
В октябре 2007 года КПРФ утвердила список кандидатов в депутаты Государственной Думы пятого созыва — Вадим Кумин был включён в региональную группу от Челябинской области, где шёл вторым после Петра Свечникова, первого секретаря челябинского обкома КПРФ. «Вся моя семья связана с компартией. Убежденными коммунистами были дед и отец. Но дело не только в идеалах моих предков и в моем нежелании их предавать» — рассказывал избирателям и журналистам Вадим Кумин в период предвыборной кампании. Выступая на областной партконференции КПРФ Кумин сказал, что не является для Челябинска чужим, потому как родился и до 1997 года жил в этом городе. Свой статус беспартийного назвал «вопросом политической целесообразности». Южноуральские коммунисты рассчитывали получить два мандата. Однако по итогам выборов, состоявшихся 2 декабря 2007 года, они получили только один мандат, который был передан Петру Свечникову, первому в группе. Вадим Кумин избран не был. ЦК потребовал от Свечникова отказаться от мандата в пользу Кумина, но этого не произошло.
«Зарубежэнергопроект», Медиаком
В июне 2008 года избран в совет директоров ОАО «Зарубежэнергопроект» (г. Иваново) — проектной организации, специализирующийся на проектировании энергетических объектов в России и за рубежом.
В июле 2008 году был председателем совета директоров ОАО «Медиаком» (на 2012 год единственным акционером являлась коммерческая компания «Рос-Евро Энерджи Интернешнл Холдинг Лтд.»).
С 2017 по 2020 год являлся председателем совета директоров банка «Солидарность».

### Политическая деятельность

#### Депутат Московской городской думы
На состоявшихся 11 октября 2009 года выборах в Московскую городскую думу избран депутатом Московской городской думы пятого созыва. Являлся председателем комиссии думы по науке и промышленной политике, членом комиссии думы по безопасности, членом бюджетно-финансовой комиссии думы. Входил в комиссию Мосгордумы и Правительства Москвы по рассмотрению материалов и предложений о присвоении звания «Почётный гражданин Москвы».

#### Депутат Государственной думы (2011—2016)
24 сентября 2011 года КПРФ утвердила список кандидатов на выборах в Госдуму шестого созыва. Вадим Кумин был включён в региональную группу № 69 (город Москва), где шёл третьим номером, после Валерия Рашкина и Николая Губенко. По итогам состоявшихся 4 декабря 2011 года выборов Кумин получил мандат депутата Государственной думы шестого созыва. В Госдуме входил во фракцию КПРФ, был первым заместителем председателя Комитета Госдумы по финансовому рынку.

#### Выборы мэра Москвы 2018 года
В рамках выборов мэра Москвы 2018 года «Левый фронт» и КПРФ организовали праймериз с целью выдвижения единого кандидата на пост мэра, участие в которых принял и Вадим Кумин (как выдвиженец от КПРФ, при этом являющийся беспартийным). Победу в праймериз одержала депутат Московской городской думы от КПРФ Елена Шувалова, Кумин занял третье место. Также были проведены праймериз, организованные отдельно МГК КПРФ, на них победил руководитель горкома Валерий Рашкин, а Кумин занял только 10 место. Однако руководство КПРФ стало продвигать на выдвижение кандидатом именно Кумина.
7 июня 2018 года по результатам конференции МГК КПРФ Кумин был выдвинут кандидатом на пост мэра Москвы. Выдвижение КПРФ Кумина сравнивают с тактикой выдвижения предпринимателя Павла Грудинина на участие в президентских выборах, прогнозируя при этом Кумину те же трудности, с которыми сталкивался и Грудинин. Предвыборный штаб Вадима Кумина возглавили депутат Мосгордумы Леонид Зюганов (внук лидера КПРФ Геннадия Зюганова), журналист Максим Шевченко и вернувшийся из ДНР Захар Прилепин, принимавший участие в вооружённом конфликте на востоке Украины с 2014 года.
Вадим Кумин прошёл «муниципальный фильтр» и 12 июля 2018 года зарегистрирован кандидатом на пост мэра столицы России.
На выборах мэра Москвы, прошедших 9 сентября 2018 года, Кумин набрал 11,44 % голосов (254 тыс.) и занял второе место.

#### Выборы в Московскую городскую думу 2019 года
На выборах в Московскую городскую думу, прошедших 8 сентября 2019 года, был выдвинут от партии КПРФ, набрал 32,28 % голосов, занял второе место и проиграл кандидату-самовыдвиженцу Дарье Бесединой, члену партии «ЯБЛОКО», поддержанному «Умным голосованием».

#### Депутат Государственной думы (с 2020 года)
Получил мандат депутата Государственной думы седьмого созыва по списку КПРФ 20 октября 2020 года после смерти Вахи Агаева.
На выборах 2021 года в Государственную думу VIII созыва избран депутатом от КПРФ в составе федерального списка кандидатов. Является первым зампредом Комитета ГД по финансовому рынку.

## Санкции
23 февраля 2022 года, на фоне вторжения России на Украину, включён в санкционный список Евросоюза, так как «поддерживал и проводил действия и политику, которые подрывают территориальную целостность, суверенитет и независимость Украины, которые ещё больше дестабилизируют Украину».
24 февраля 2022 года включён в санкционный список Канады «близких соратников режима» за голосование о признании независимости «так называемых республик в Донецке и Луганске».
24 марта 2022 года включен в санкционный список США за «соучастие в войне Путина» и «поддержку усилий Кремля по вторжению в Украину», Госдеп США заявил что депутаты Госдумы используют свои полномочия для преследования инакомыслящих и политических оппонентов, нарушают свободу информации, ограничивают права человека и основные свободы граждан России.
Позднее, по аналогичным основаниям, включён в санкционные списки Великобритании, Швейцарии, Австралии, Японии, Украины и Новой Зеландии.

## Семья
Женат, двое детей.

## Доходы
По данным декларации о доходах, Вадим Кумин в 2015 году заработал 4,834 млн рублей. В его собственности машиноместо 16 м², в пользовании — квартира 153,8 м², принадлежащая супруге, и её же автомобиль Chevrolet Aveo. По состоянию на 2021 год доходы Кумина составили 5,756 млн рублей, его супруги — 1,457 млн рублей.

## Награды
- Медаль ордена «За заслуги перед Отечеством» II степени